# NGC 2914
NGC 2914 (другие обозначения — UGC 5096, MCG 2-25-6, ZWG 63.10, ARP 137, NPM1G +10.0186, PGC 27185) — линзовидная галактика в созвездии Льва. Открыта Уильямом Гершелем в 1786 году.
Распределение поверхностной яркости в галактике соответствует закону r1/4 вдоль большой оси до 12 секунд дуги (2,8 килопарсека), а вдоль малой — до 8 секунд дуги, а во внешних областях описывается экспоненциальным распределением. Изофоты в полосе K имеют приблизительно одинаковую форму и во внутренних, и во внешних частях галактики. В северной части галактики наблюдается структура, похожая на крючок, которая в действительности может быть кольцом. Отношение скорости вращения к дисперсии скоростей составляет 0,58.
Этот объект входит в число перечисленных в оригинальной редакции «Нового общего каталога».
Галактика NGC 2914 входит в состав группы галактик NGC 2911. Помимо NGC 2914 в группу также входят NGC 2911, NGC 2913, NGC 2939, PGC 27167, MGC 2-25-22 и UGC 5216.